# Воллес (округ, Канзас)
Шаблон:StateAbbr_ 38°45′52″ пн. ш. 101°34′33″ зх. д. / 38.764444444444° пн. ш. 101.57583333333° зх. д.
Округ Воллес (англ. Wallace County) — округ (графство) у штаті Канзас, США. Ідентифікатор округу 20199.

## Історія
Округ утворений 1888 року.

## Демографія
За даними перепису 
2000 року 
загальне населення округу становило 1749 осіб, усе сільське.
Серед мешканців округу чоловіків було 870, а жінок — 879. В окрузі було 674 домогосподарства, 477 родин, які мешкали в 791 будинках.
Середній розмір родини становив 3,12.
Віковий розподіл населення поданий у таблиці:
| Стать    | До 15 років | 15-21 | 22-29 | 30-39 | 40-49 | 50-65 | 65-85 | Понад 85 |
| -------- | ----------- | ----- | ----- | ----- | ----- | ----- | ----- | -------- |
| Чоловіки | 203         | 92    | 63    | 84    | 153   | 142   | 116   | 17       |
| Жінки    | 190         | 105   | 40    | 117   | 122   | 122   | 151   | 32       |

## Суміжні округи
- Шерман — північ
- Логан — схід
- Вічита — південний схід
- Грілі — південь
- Шаєнн, Колорадо — захід
- Кіт-Карсон, Колорадо — північний захід

## Виноски
1. ↑  U.S. Decennial Census. United States Census Bureau. Архів оригіналу за 19 липня 2018. Процитовано 29 липня 2014.
2. ↑  Historical Census Browser. University of Virginia Library. Архів оригіналу за 11 серпня 2012. Процитовано 29 липня 2014.
3. ↑  Population of Counties by Decennial Census: 1900 to 1990. United States Census Bureau. Архів оригіналу за 5 червня 2019. Процитовано 29 липня 2014.
4. ↑  Census 2000 PHC-T-4. Ranking Tables for Counties: 1990 and 2000 (PDF). United States Census Bureau. Архів оригіналу (PDF) за 18 грудня 2014. Процитовано 29 липня 2014.
5. ↑  State & County QuickFacts. United States Census Bureau. Архів оригіналу за 5 вересня 2015. Процитовано 29 липня 2014.(англ.) Наведено за англійською вікіпедією.
6. ↑  American FactFinder. Бюро перепису населення США. Архів оригіналу за 26 лютого 2012. Процитовано 31 січня 2008.

| США | Це незавершена стаття з географії США. Ви можете допомогти проєкту, виправивши або дописавши її. |